# Dottrina della bilancia commerciale
La dottrina della bilancia commerciale è una metodologia introdotta dai mercantilisti e finalizzata alla massimizzazione dello stock monetario.
In tale metodologia la massimizzazione dello stock monetario avviene mediante la continua eccedenza delle esportazioni sulle importazioni; la dottrina, per tanto, risulta essere analiticamente più raffinata rispetto al bullionismo.
Molti economisti, in seguito, cercarono di dimostrare l'infondatezza della dottrina: a seguito dell'incremento dell'offerta di moneta era da aspettarsi un aumento del livello generale dei prezzi: in base a ciò fu osservato come gli stati in "attivo" fossero svantaggiati rispetto agli stati in "passivo", poiché questi ultimi avevano al proprio interno una riduzione del livello dei prezzi.
Tale argomentazione, tuttavia, è corretta qualora si ipotizzi che a seguito della variazione dei prezzi (supponiamo in aumento) ci sia una grande variazione della domanda; in una situazione, invece, dove una variazione dei prezzi non generava una grande variazione della domanda (ipotesi plausibile in epoca mercantilista, dato che la domanda era in gran misura relativa a beni di sussistenza) sono plausibili le tesi mercantiliste, ma, chiaramente, questa condizione si può avere solo in epoca pre-industriale.